# Stomatit

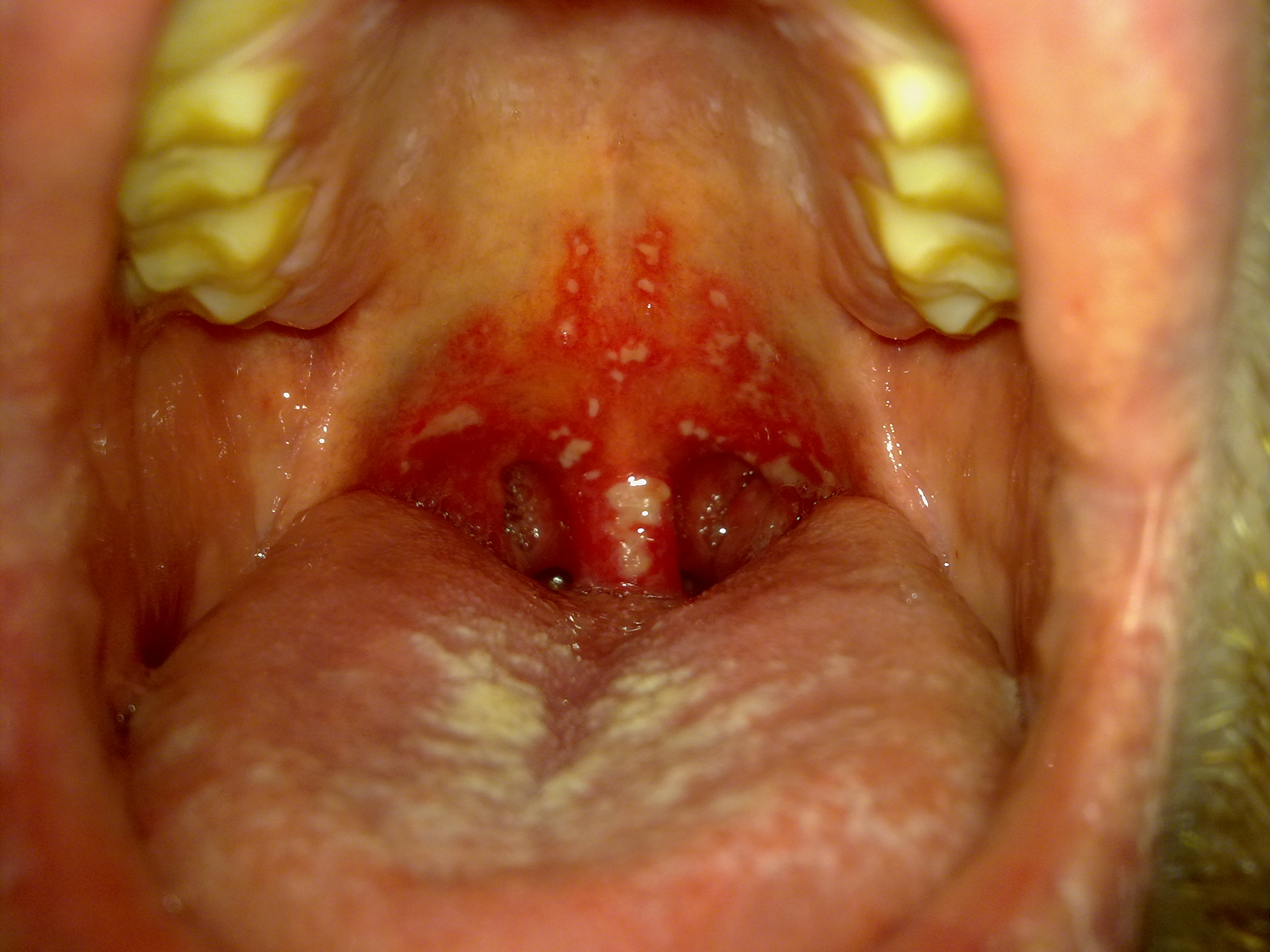
Stomatit i gommen orsakad av herpesvirus.

Stomatit avser inflammationer och sår i mun och läppar. Dessa kan vara lindriga och begränsade till ett mindre område eller allvarliga och mer spridda. Den grad av smärta som tillståndet ger upphov till kan variera. Symptomen på stomatit gör det svårt för den drabbade att äta, vilket gör att tillståndet ibland kan leda till uttorkning och undernäring. Emellanåt inträffar även sekundära infektioner, särskilt hos patienter med nedsatt immunförsvar. I vissa fall kan tillståndet vara återkommande.
Stomatit kan bland annat orsakas av: kemoterapi, strålbehandling, löst sittande tandproteser, trauma, rökning, dålig tandhygien, tumörer, virusinfektioner, svampinfektioner, bakterieinfektioner, uttorkning samt användning av läkemedel eller alkohol. De läkemedel som potentiellt sett kan ge upphov till stomatit inbegriper: blodtryckssänkande medel, opioider, antibiotika, diuretika, antikolinergika, antihistaminer och läkemedel med en avsvällande verkan, steroider samt antidepressiva läkemedel.